# Collaria oleosa
Collaria oleosa är en insektsart som först beskrevs av William Lucas Distant 1883.  Collaria oleosa ingår i släktet Collaria och familjen ängsskinnbaggar. Inga underarter finns listade i Catalogue of Life.